# McFlurry
McFlurry je zmrzlina prodávaná v restauracích rychlého občerstvení McDonald's. Je prodávána v kelímku a typicky doplněna o některé další ingredience. Do prodeje poprvé vešla v roce 1995 v Bathurstu v Novém Brunšviku.
Zpravidla je doplněna polevou (z čokolády, karamelu či jahod) a kouskami některé sladké pochutiny, jako např. Kit Kat, lentilek, Snickers, Lotus nebo Oreo.